# 김승훈
김승훈(金勝勳, 1939년 7월 6일 ~ 2003년 9월 2일 세례명 마티아)은 대한민국의 신부다. 1939년 평안남도 진남포에서 태어나 해방을 맞아 남으로 내려와 서울 성신대학을 졸업한 뒤 1962년 서울대교구에서 사제서품을 받았다. 평생 어렵고 억눌린 사람들을 도왔으며, 1974년 천주교정의사제단을 창립하면서 민주화 운동을 본격적으로 시작했다. 특히 노동계 권익향상 및 인권보호에 많은 공헌을 하다가, 간암이 악화되어 2003년 9월 2일 오전 65세로 선종하였다.

## 생애
외할아버지 이경모는 평안남도 진남포 재력가로 항일 운동가를 돕다가 곤욕을 치르기도 했으며, 동생은 김승겸이고, 어머니는 이신덕으로 성격이 대범하고 자신이 옳다고 여기는 일은 추진하는 열정가였다.
1962년 12월 신당동 성당 보좌신부로 첫 미사를 집전했다. 1963년 9월 25일 연탄가스를 마시고 의식을 잃었으나 20여일 만에 깨어났다. 이후 ‘연탄가스 신부님’이라는 별명으로 불렸다. 1964년 말에는 서울소신학교 라틴어 교사로 발령났다. 성격은 호방하면서도 따뜻한 편이였으나, 말수도 적고 이북 출신으로 거칠고 투박한 말투 때문에 건방지다는 오해를 많이 받았다.
서울 혜화동 성당, 아현동 성당, 경기도 동두천 성당으로 부임지를 옮기는 동안 폐결핵에 걸렸다. 갈멜수녀원에서 요양하다가, 부산 태종대 공소로 휴양차 왔다가 몸과 마음을 치유하고 사회 문제에 눈을 뜨게된다. 그는 이곳을 ‘내 인생에서 하나의 징검다리 같은 곳’이라고 회상했다.
이때 깡패에게 억울하게 얻어 맞은 노점상 할아버지가 오히려 경찰에 구속되는 사건을 보면서 사회 문제에 관심을 갖게되고, 마침 원주교구에서 5.16 장학회와 원주문화방송과 관련한 부정 규탄대회가 시작되자, 태종대 공소에서도 할아버지 구속에 항의하는 기도회를 매일 저녁 열게되었다. 태종대에서 건강을 되찾자 1972년 1월 서울 신림동 성당 주임신부로 발령받았다.
1962년부터 3년간 계속된 제2차 바티칸 공의회는 교회의 존재 목적이 교회 자체가 아니라 세상을 위한 것이어야 하며, 인간 개인의 존엄성과 자유에 대한 인식을 깊이 하고 사회 정의와 평화를 실현하기 위해 교회가 사회 문제에 적극 참여할 것을 권장하게 된다. 한국 천주교회도 1966년 5월 〈바티칸공의회와 한국 교회〉라는 주교단 사목교서를 통해 이를 적극 지지했다. 이는 당시 박정희의 유신 철권 통치를 받던 1970년대 한국 교회에 큰 영향을 기쳤다. 1974년 7월 6일 지학순 주교가 구속되면서 젊은 사제를 중심으로 1974년 9월 23일 정의구현사제단이 공식 출범하게 되고, 김승훈 신부도 함께 참여한다.
베트남 전쟁에서 남베트남이 멸망하고 긴급조치 9호가 발표되었고, 명동성당에서 1976년 3월 1일 구속자 석방과 3.1정신 실현을 위한 신구교 합동미사를 드리는데 김승훈 신부는 긴급조치 9호 철폐, 유신정권 종식을 주제로 강론을 했고, 이어 문동환 목사의 설교와 이우정 교수의 구국 선언이 이어졌다. 이 구국 선언에 서명했던 함석헌, 함세웅, 문정현, 신현봉 등 11명은 구속되고 김승훈 신부 등 7명은 직접 가담자가 아니라는 이유로 불구속 입건되었는데, 사제단 최연장자인 신현봉과 실질적인 지도자 함세웅이 구속되어 생긴 공백을 자연스레 메우게되었다.
이후 1979년에는 YWCA 위장결혼식 사건으로 구속되고, 1980년 김대중 내란 음모 사건과 관련되어 54일간 구금되었으며, 1982년 한국교회사회선교협의회 회장을 역임하던 중 반미성명서 사건으로 구속되었다. 1985년 민주제도쟁취 국민선언 연명 및 발표를 하고, 민주화실천가족운동 협의회 고문을 맡았다.
1987년 5.18 광주 민주화 운동 7주기 기념미사 중 천주교정의구현사제단에서 “박종철군 고문 치사사건은 조작되었다”는 제목으로 성명을 발표하여 박종철 고문 치사 사건이 조작된 사실을 밝혀 1987년 6월 항쟁이 시작된 사실로 유명하다. 1988년에는 천주교정의구현전국사제단 대표를 역임하고, 1998년에는 장충성당 10주년 기념과 성모승천대축일 미사를 집전하기 위해 사제 8명과 함께 북한을 방문했다.

## 약력
- 천주교인권위원회 고문
- 천주교정의구현전국사제단 대표
- 지학순주교기념사업회 회장
- 박종철기념사업회 회장
- 천주교조작간첩사건 진상규명위원장
- 조국통일범민족연합 후원회장
- 민주개혁국민연합 감사
- 노동일보 종교계 담당이사
- 김재규 장군 명예회복 추진위원회 공동대표
- 농민보호를 위한 범국민 비상대책위원회 공동대표
- 민주화실천가족협의회 (민가협)[5]
- 조국통일범민족연합 남측본부 부의장[6]

## 저서
- 김승훈 (1999년 11월 29일). 《당신께서 다 아십니다》 (강론모음집). 빛두레. ISBN 2002840000125 |isbn= 값 확인 필요: invalid prefix (도움말).

## 사후
장례는 명동성당에서 김수환 추기경과 서울대교구장 정진석 대주교 집전으로 장례미사에 이어 민주사회장으로 치러졌다. 문규현 신부가 호상인사를 하고, 고은 시인이 추모시를 읽었다. 서울대교구 용인 천주교 성직자 묘지에 안장되었다. 대한민국 정부에서는 그리스도정신을 바탕으로 노동·인권운동 및 민주화운동에 기여한 공을 기려 국민훈장 모란장을 추서했다.

## 같이 보기
- 조국통일범민족연합
- 천주교정의구현전국사제단
- 천주교정의구현전국연합
- 함세웅